# Domaine Faiveley
Pour les articles homonymes, voir Faiveley.
Le Domaine Faiveley est un domaine viticole de Bourgogne créé en 1825, situé à Nuits-Saint-Georges (Côte d'Or).

## Présentation
La maison-mère se trouve à Nuits-Saint-Georges. Propriétaire d'environ 120 hectares de vignes dans la Côte de Nuits (Gevrey-Chambertin, Vosne-Romanée, Nuits-Saint-Georges...), la Côte de Beaune (Puligny-Montrachet, Aloxe-Corton) et la Cote Chalonnaise (Mercurey, Givry, ...). Elle possède aussi une antenne (cuverie, locaux, ...) à Mercurey. 
Ce domaine appartient à la famille Faiveley depuis 1825 et a vu passer sept générations à sa tête. Depuis le départ, cette famille a consacré ses ressources à acquérir des vignes situées dans les meilleurs climats. De par sa superficie, Faiveley est actuellement l'un des plus grands propriétaires de vignes en Bourgogne. Son domaine lui assurant l'essentiel de ses approvisionnements grâce à ses grands vins en propriétés. Mais il existe aussi une partie négoce qui concerne surtout des vins génériques (bourgogne rouge et bourgogne blanc). Il est géré actuellement par Erwan Faiveley.
Ses vins les plus réputés sont en :
- Grand cru :
  - Chambertin-clos-de-bèze
  - Latricières-chambertin
  - Mazis-chambertin
  - Musigny
  - Clos-vougeot
  - Échezeaux
  - Corton
  - Corton-charlemagne
  - Batard-montrachet
  - Bienvenues-batard-montrachet

- Premier cru :
  - Gevrey premier cru « les cazetiers »
  - Chambolle premier cru « la combe d'orveau »
  - Nuits Saint Georges premier cru « les vignes rondes »
  - Puligny-Montrachet premier cru « Les Folatières »
  - Mercurey premier cru « clos du roy »
  - etc.

- Village :
  - Gevrey-Chambertin
  - Nuits Saint Georges
  - Rully
  - Mercurey
  - Givry
  - Montagny
  - etc.

## Galerie photos

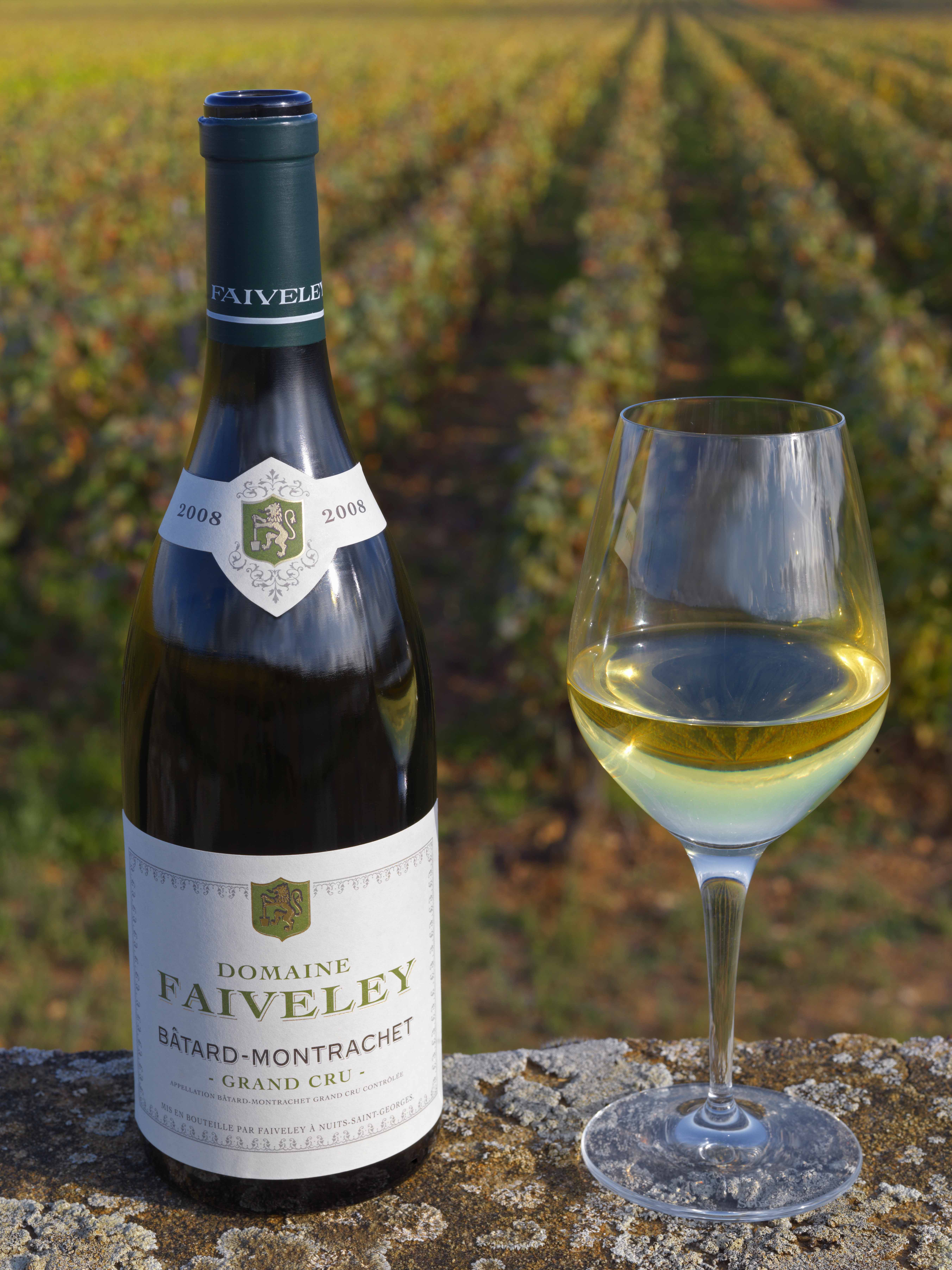
Batard-Montrachet
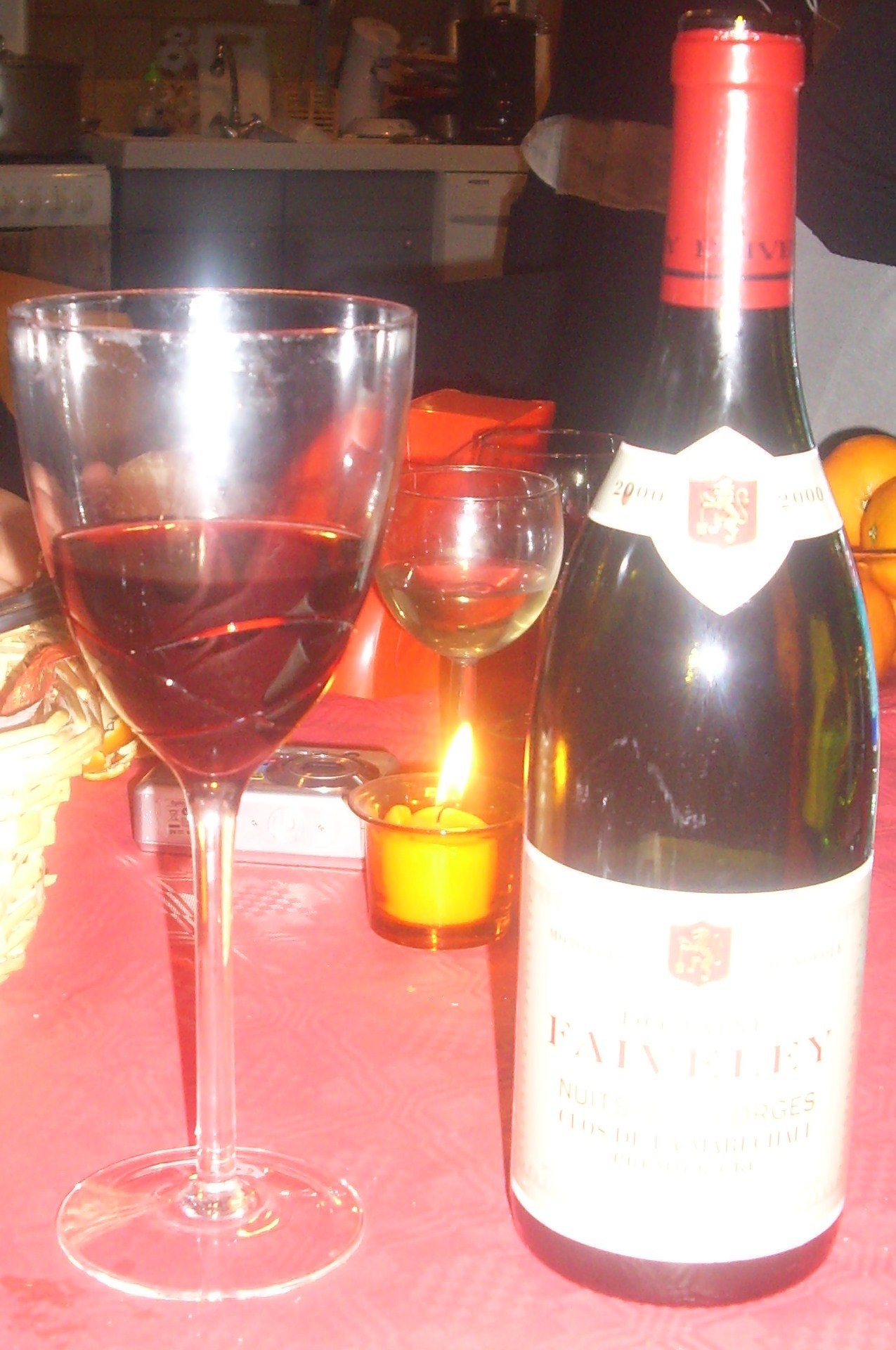
AOC Nuits-saint-georges
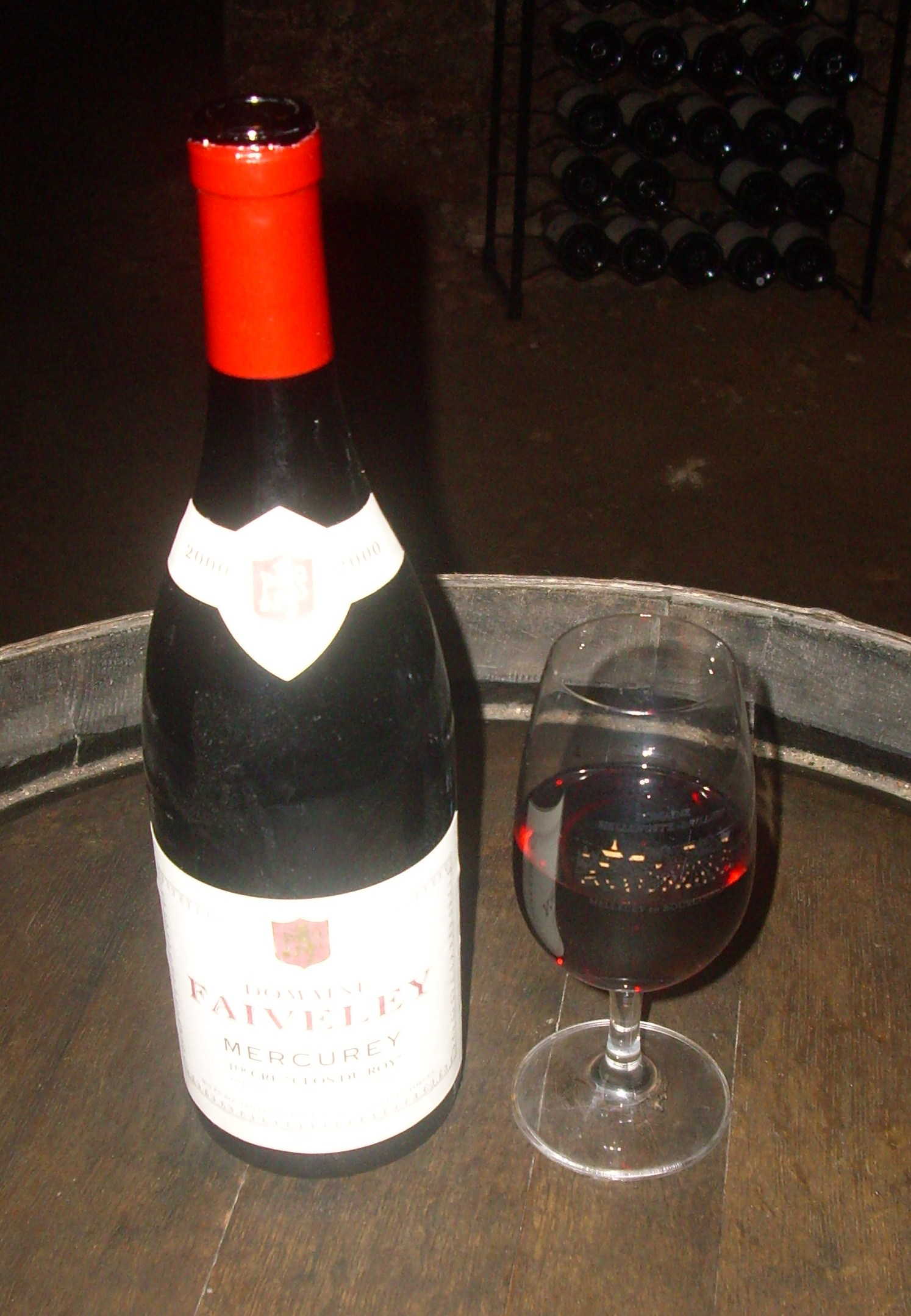
Mercurey 1er cru Clos du Roy 2000
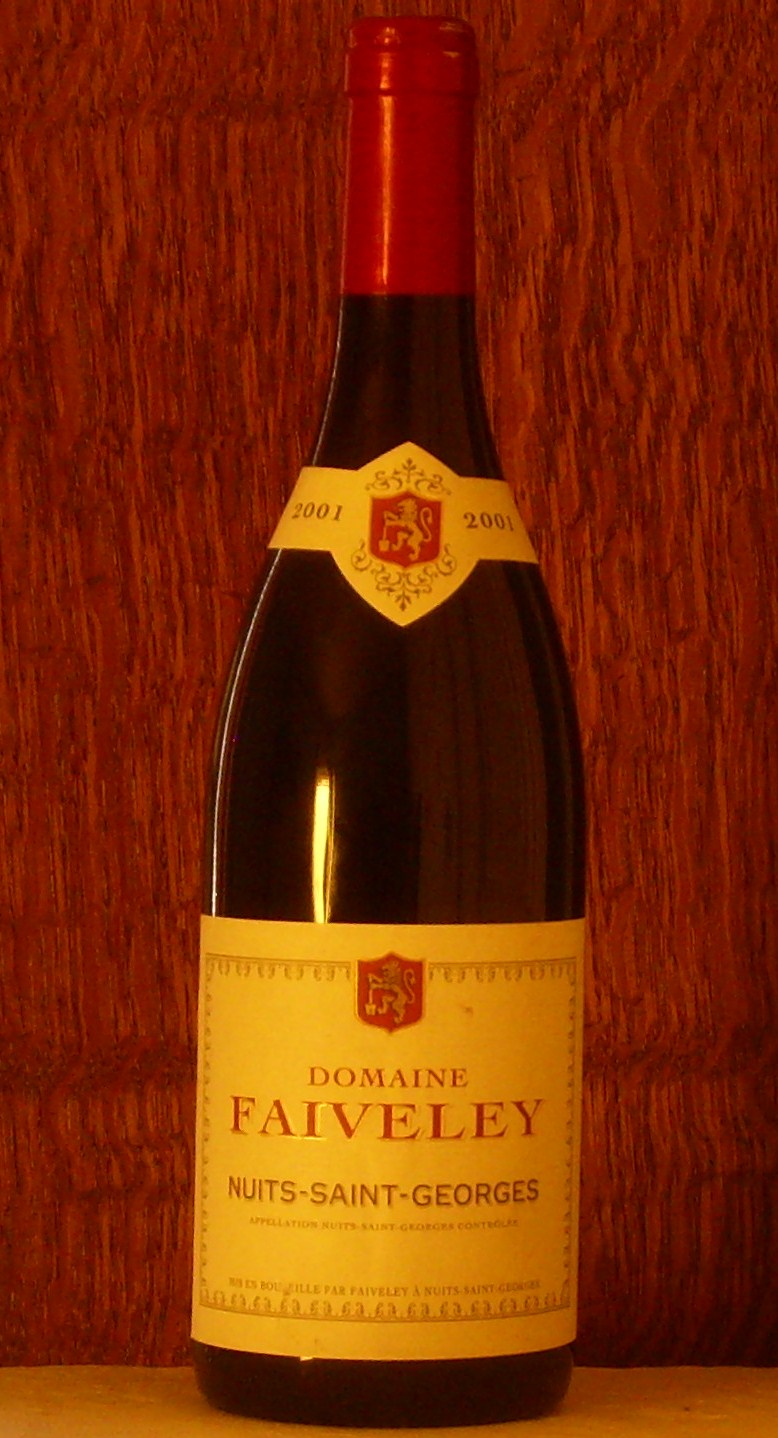
Bouteille de Nuits-saint-georges

## Sources
- Le Bien public
- Le Journal de Saône-et-Loire
- Frédéric Durand-Bazin, « Domaine Faiveley : Bon retour parmi les grands », Le Figaro - Vins, 11 février 2008, lefigaro.fr [lire en ligne]